# Армени (Крит)
Армени (на гръцки: Νεκροταφείο Αρμένων) е археологически обект на остров Крит, Гърция. Намира се на 11 km южно от съвременния град Ретимно.
Обектът представлява доста голямо гробище с над 200 гробници от късноминойския период около 1550 – 1100 г. пр.н.е. Открит е през 1969 г. от д-р Янис Цедакис. Археолозите все още не са разкрили древния град, към очертанията на който е спадало това голямо гробищно пространство, предполага се, че неговите останки все още лежат под сегашното село Кастелос. Интересна подробност е, че всичките гробници са ориентирани на североизток към планината Врисинас, на чийто връх някога е имало действащо светилище.
Тези камерни гробници, снабдени с дромоси, не са еднакви - по-големите от тях имат колона в средата на помещението, както и скамейки издълбани директно в скалата. Артефактите, открити в гробниците, включват погребален инвентар, състоящ се от накити, бронзови инструменти и съдове, каменни вази, керамика. Една от особено любопитните находки е шлем изработен от бивните на 59 глигани. На всеки бивник са пробити по две дупки, така че да може да се закрепи на шлема - тази страховита гледка освен, че е осигурявала защитно покритие на воина, е имала за цел и да всее страх у противника.
Изследвани са и над 500 скелети на покойниците, положени в камерите. Лабораторните анализи показват, че средният ръст при мъжете е 1,67 cm докато този при жените е 1,54 cm. Средната продължителност на живота е била около 31 г. при мъжете, респективно - 28 г. при жените, но много от жените са доживявали само до 20-25-годишна възраст и вероятно са умирали вследствие на усложнения при раждане. Много от смъртните случаи са причинени от заболявания като рак на костите, бруцелоза (заразна болест предавана от животните), туберкулоза и при злополуки.
Армени е отворен за туристически посещения всеки ден без понеделник между 8:30 и 15:00 ч. като не се заплаща входна такса.